# 야마가타 국제 다큐멘터리 영화제
야마가타 국제 다큐멘터리 영화제(山形国際ドキュメンタリー映画祭, Yamagata International Documentary Film Festival YIDFF)는 일본 야마가타에서 격년으로 열리는 다큐멘터리 영화제이다.
1989년 10월에 시작되어 세계적으로 가장 오래 된 다큐멘터리 영화제에 속하며, 아시아의 대표적인 다큐멘터리 영화제이다. 다큐멘터리 영화 제작에서 최고의 작품들을 소개하고, 아시아에서 다큐멘터리 장르와 영화 제작을 홍보하고 대중화하는 것에 중점을 두고 있다.

## 시상 부문
- 국제 경쟁 영화 :
  - 로버트와 프랜시스 플래허티 상 (대상)
  - 시장상 (우수상)
  - 특별 심사 위원상
  - 장려상
- 아시아 지역 영화 :
  - 뉴아시안 흐름 상－오가와 신스케상
- 종합:
  - 영화제 관객이 투표한 시민상

## 수상자

### 1989 YIDFF
제1회 영화제는 1989년 10월 10-15일에 열렸다. 경쟁 부문 상영 외에도 로버트와 프랜시스 플래허티 (Frances Flaherty) 회고전과 20세기 전반기 일본 다큐멘터리를 모아 상영했다. 총 12,000여명의 관객이 80편의 영화를 관람했다.

### 1991 YIDFF
두 번째 영화제는 1991년 10월 7일~13일 열렸다. 경쟁작 외 아시아 영화와 제2차 세계 대전 이후 일본 영화를 선별해서 상영했다. 총 153편의 영화가 상영되어 14,000여명의 관객을 동원했다.

### 1993 YIDFF
제3회 영화제는 1993년 10월 5일~11일 열렸다. 경쟁 부문 상영 외에 선별된 아시아 영화와 남미, 뉴질랜드, 호주 및 일본의 원주민에 초점을 맞춘 다양한 영화를 상영했다..유망한 아시아 영화 감독에게 수여하는 오가와 신스케상이 신설되었다. 총 139편의 영화가 상영되어 2만여명의 관객을 동원했다.

### 1995 YIDFF
제4회 영화제는 1995년 10월 3-9일에 열렸다. 경쟁 상영 외에 뤼미에르 형제 영화 100주년을 기념하여 초기 영화 회고전을 열었다. 총 278편의 영화가 상영되어 약 2만 1천명의 관객을 동원했다.

### 1997년 YIDFF
제5회 영화제는 1997년 10월 6일~13일 사이에 열렸다. 총 187편의 영화가 상영되었고, 약 23,000명의 관객이 참여했다.

### 1999 YIDFF
제6회 영화제는 1999년 10월 19~25일에 열렸다. 경쟁작 외에 Joris Ivens 영화 회고전이 열렸다. 총 188편이 상영되고 약 2만명의 관객이 참여했다.

### 2001 YIDFF
제7회 영화제는 2001년 10월 3일~9일까지 열렸다. 통상적인 경쟁작 외에 Robert Kramer와 Kamei Fumio 영화 회고전이 열렸다. 총 183편이 상영되었고 약 1만 8000명의 관객이 참여했다.

### 2003 YIDFF
제8회 영화제는 2003년 10월 10일부터 16일까지 열렸다. 총 177편의 영화가 상영되었고, 약 19,000 관객이 참가했다.

### 2005 YIDFF
제9회 영화제는 2005년 10월 7일부터 13일까지 열렸다. 경쟁작 외에 재일 한국인에 대한 다양한 영화와 비전 뒤 릴 영화제와 합동으로 선별된 개인 다큐멘터리가 상영되었다. 총 145편의 영화가 상영되었고, 약 2만명의 관객이 참여했다.

### 2007 YIDFF
열 번째 영화제는 2007년 10월 4-11일에 열렸다. 일반적인 지역 및 국제 경쟁작 외에 독일 역사에 중점을 둔 독일 다큐멘터리 프로그램을 상영했다. 총 238편이 상영되었고, 약 2만 3천 명의 관객이 참여했다.